# Glace bleue

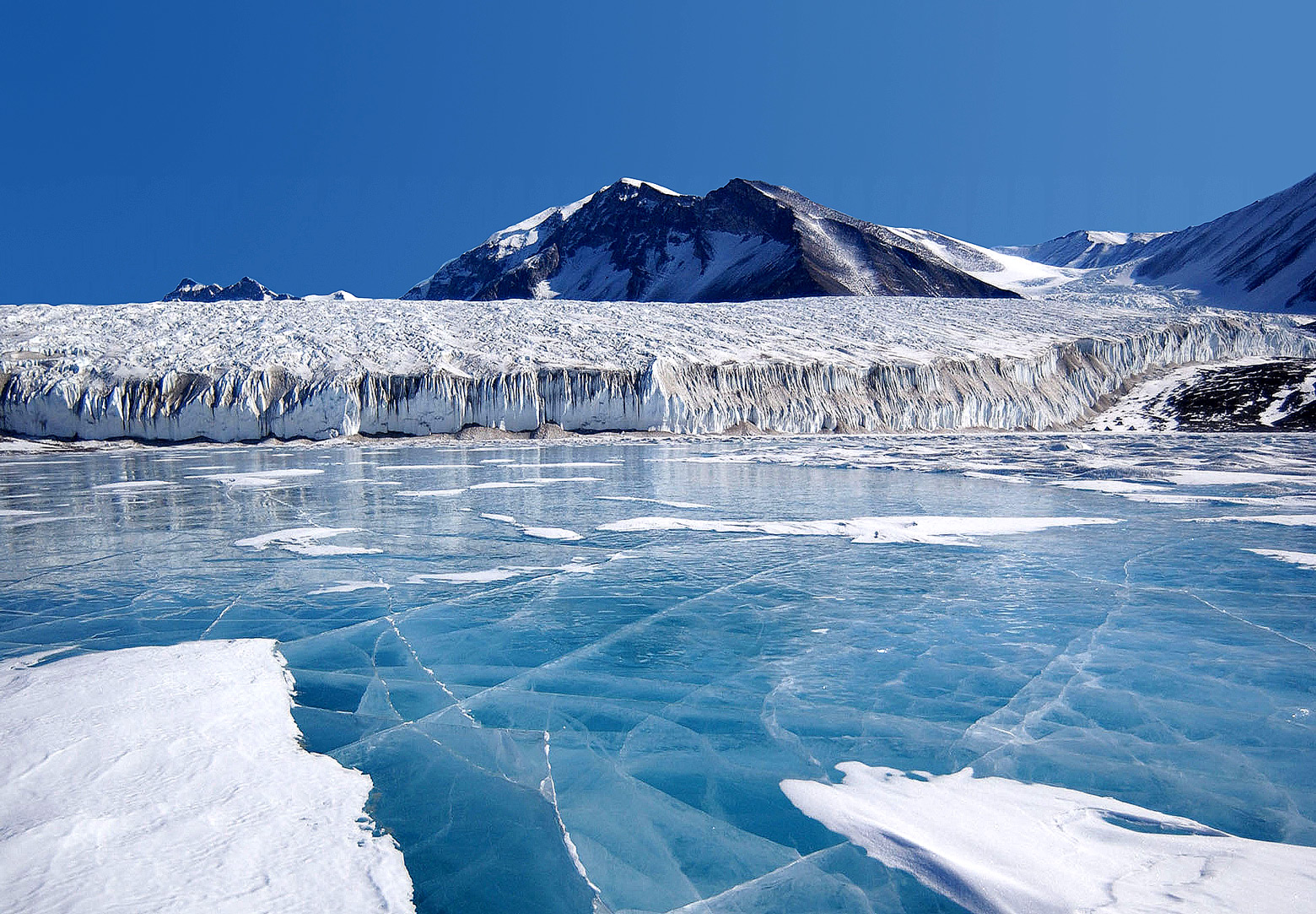
La glace bleue couvrant le lac Fryxell, dans la chaîne Transantarctique, en Antarctique.

La glace bleue se produit lorsque de la neige tombe sur un glacier, est comprimée, et devient une partie du glacier. Les bulles d'air sont évincées et les cristaux de glace grandissent, rendant la glace d'apparence bleue.